# Dornier Do 317
Dornier Do 317 là một loại máy bay ném bom hạng nặng của Đức quốc xã trong Chiến tranh thế giới II.

## Tính năng kỹ chiến thuật (Do 317A)
Dữ liệu lấy từ Die Deutsche Luftrüstung 1933-1945
Đặc tính tổng quan
- Kíp lái: 4
- Chiều dài: 16,8 m (55 ft 1 in)
- Sải cánh: 20,63 m (67 ft 8 in)

Do 317B - 26 m (85 ft)
- Chiều cao: 5,44 m (17 ft 10 in)
- Diện tích cánh: 68 m2 (730 foot vuông)
- Trọng lượng có tải: 20.140 kg (44.401 lb)

Do 317B (ước lượng) - 24,000 kg (53 lb)
- Động cơ: 2 × Daimler-Benz DB 603A , 1.300 kW (1.750 hp)  mỗi chiếc

Do 317B - 2x Daimler-Benz DB 610A/B 2.171 kW (2.911 hp)
Hiệu suất bay
- Vận tốc cực đại: 560 km/h (348 mph; 302 kn) trên độ cao 6,000 m (20 ft)

Do 317B (ước lượng) - 670 km/h (416 mph) trên độ cao 7,620 m (25 ft)
- Vận tốc hành trình: 420 km/h (261 mph; 227 kn)

Do 317B (ước lượng) - 537 km/h (334 mph)
- Vận tốc tắt ngưỡng: 133 km/h (83 mph; 72 kn)
- Tầm bay: 3,980 km (2 mi; 2 nmi)

Do 317B (ước lượng) - 3,600 km (2 mi)
- Trần bay: 9,800 m (32 ft)

Do 317B (ước lượng) - 10,515 m (34 ft)

Vũ khí trang bị

- Súng:

Do 317A
3 × Súng máy MG 131 13 mm (0,512 in)
2 × Súng máy MG 81 7,92 mm (0,312 in)
1 × Pháo MG 151 15 mm (0,591 in)
Do 317B
4 × Súng máy MG 131 13 mm (0,512 in)
2 × Súng máy MG 81 7,92 mm (0,312 in)
1 × pháo MG 151/20 20 mm (0,787 in)
- Bom:

Do 317A
4,000 kg (9 lb)
Do 317B
9,200 kg (20 lb)